# 克日什托夫·马蒂亚谢夫斯基
克日什托夫·马蒂亚谢夫斯基（波蘭語：Krzysztof Matyjaszewski，1950年4月8日—），波兰裔美国化学家，世界上论文引用率最高的前10名化学家之一。
马蒂亚谢夫斯基是原子轉移自由基聚合（ATRP）的發現者之一，2011年榮獲沃尔夫化学奖、2017年與澤本光男同獲富蘭克林獎章。

## 生平
他1950年出生于波兰罗兹省康斯坦丁努夫。1985年在波兰罗兹科技大学取得博士学位，1984－1985年期间曾在法國國家科學研究中心工作了两年，后赴美国卡内基梅隆大学，并于1995年成为卡内基梅隆大学的J.C. Warner自然科学教授。
1995年，他和他的博士后王锦山发现了原子转移自由基聚合（ATRP）新化学反应和新活性聚合技术。